# Charles Middleton, I barone Barham
Lord Charles Middleton, Primo Barone di Barham (Leith, 14 ottobre 1726 – Teston, 17 giugno 1813), è stato un ammiraglio britannico, noto anche per essere stato un fervido sostenitore dell'abolizionismo nel Regno Unito.

## Biografia
Nato a Leith, nel Midlothian (Scozia), suo padre, Robert Middleton, era un ufficiale di dogana, mentre sua madre Helen, era figlia del politico Charles Dundas, Primo Barone di Amesbury. Entrò nella Royal Navy nel 1741 come aiuto-capitano, a bordo della HMS Sandwich prima e della HMS Duke poi. Successivamente prestò servizio come Aspirante guardiamarina sulla HMS Flamborough diventando colonnello nel 1745 a bordo della fregata HMS Chesterfield, e dal 1748 operò lungo le coste dell'Africa occidentale.
Nel corso della Guerra dei sette anni, Middleton si trovava a bordo della HMS Anson quando questa nave  catturò due navi francesi nemiche presso Louisbourg e successivamente venne inviato nelle Isole Sopravento Settentrionali. Nel gennaio 1757 un incidente provocato da una lite con un marinaio a causa di una protesta riguardo al razionamento del rum a bordo, portò alla corte marziale del marinaio e al trasferimento di Middleton sullo sloop HMS Speaker.
Nel 1759 ottenne il comando della fregata HMS Arundel e l'anno successivo, mentre era al comando della HMS Emerald si distinse per la cattura di sedici navi francesi e di diverse navi di bucanieri al largo delle Indie occidentali, ricevendo il ringraziamento e la gratitudine dei mercanti della colonia delle Barbados. Dal marzo del 1762 fu inviato al pattugliamento delle coste della Normandia al comando della fregata HMS Adventure.
Nel dicembre del 1761 Middleton sposò Margaret Gambier, nipote del capitano Mead, suo comandante quando era a bordo della nave HMS Sandwich. Quando sua moglie si trasferì a Teston nel Kent per stare vicina alla sua cara amica Elizabeth Bouverie, suo marito la seguì nel 1763 decidendo di occuparsi della amministrazione dei terreni della Bouverie, conducendo la tranquilla vita del gentiluomo di campagna per ben dodici anni.
Nel 1775, con lo scoppio della Guerra d'indipendenza americana, Middleton venne richiamato per sorvegliare un punto d'approdo della marina britannica lungo l'estuario del Tamigi e venne nominato Comptroller of the Navy nel 1778, incarico che mantenne per dodici anni. Nel 1781 venne eletto baronetto.